# Hymenostegia bakeriana
Hymenostegia bakeriana là một loài rau đậu thuộc họ Fabaceae.
Loài này có ở Cameroon và Nigeria.
Chúng hiện đang bị đe dọa vì mất môi trường sống.